# Blasewitz
 (septembre 2009).
Si vous disposez d'ouvrages ou d'articles de référence ou si vous connaissez des sites web de qualité traitant du thème abordé ici, merci de compléter l'article en donnant les références utiles à sa vérifiabilité et en les liant à la section « Notes et références ».

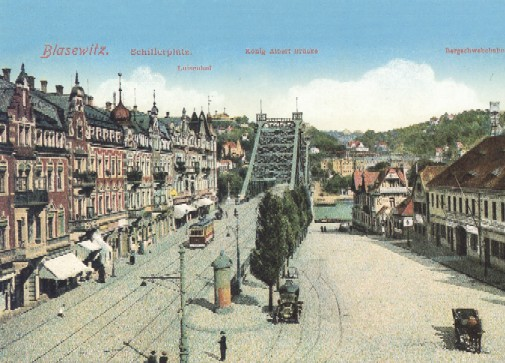
Représentation du centre du quartier avec en arrière-plan, le pont Blaues Wunder, en 1900.

Blasewitz est un quartier et un arrondissement de la ville de Dresde, dans la Saxe, il se situe au bord de l'Elbe. L'arrondissement a 81 000 habitants alors que le quartier beaucoup plus petit n'en a que 7 900. Beaucoup d'habitations sont des villas historiques. Même si Blasewitz est situé près du centre-ville de Dresde, il n'a intégré la ville qu'en 1921.
Le Blaues Wunder (la « Merveille bleue ») est un des lieux les plus connus du quartier et mène au quartier de Loschwitz. À Dresde et particulièrement à Blasewitz, il y a la plus grande flotte du monde de bateaux à vapeur. Il se compose de neuf bateaux à vapeur de roue, deux navires de salon et de deux navires à moteur qui circulent à Meißen et la Suisse saxonne.

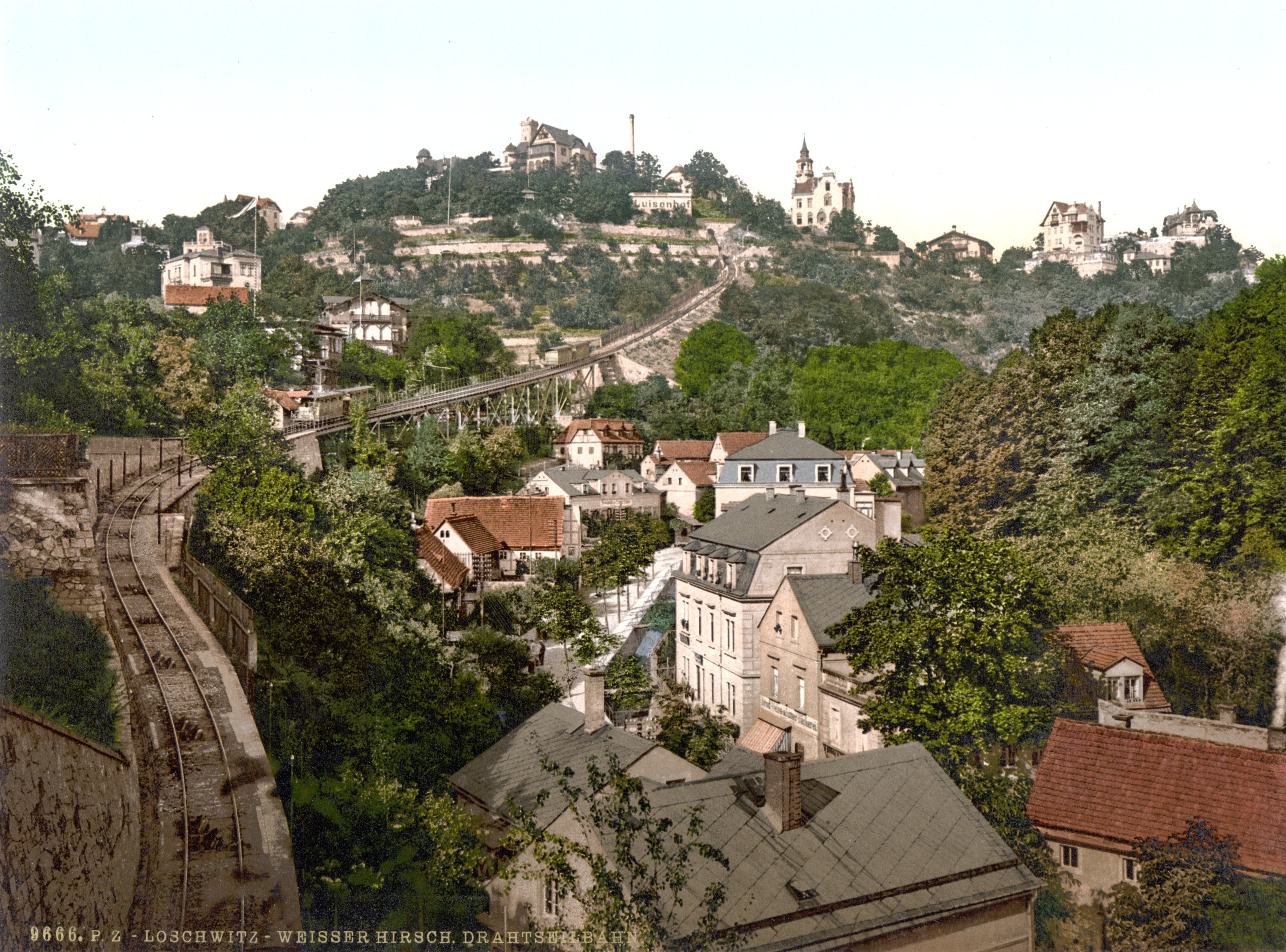
Loschwitz, le quartier voisin avec son train suspendu, connu aussi pour son vieux téléphérique construit vers 1900

Vers 1925, pendant une courte période, la région autour de Loschwitz à Dresde était la plus chère de l'Europe. Il est bien connu qu'en 1945 le centre de la ville de Dresde a été bombardé très gravement mais le quartier de Blasewitz et ses villas baroques n'ont pas été touchés. 
Le restaurant Schillergarten est le plus grand jardin de la bière à Dresde. Un jardin de la bière est justement une brasserie où on consomme de la bière et autre chose, pour la plupart de temps en plein air.

## Patrimoine mondial culturel
Blasewitz a fait partie du patrimoine mondial culturel de Dresde. En 2005 la construction d'un pont (le Waldschlösschenbrücke) a été entreprise par gouvernement saxon et celui de Dresde, après un référendum avec une majorité nettement favorable, contre l'avis de l'UNESCO. Après cet incident, en 2009, Dresde a été supprimé du patrimoine mondial.

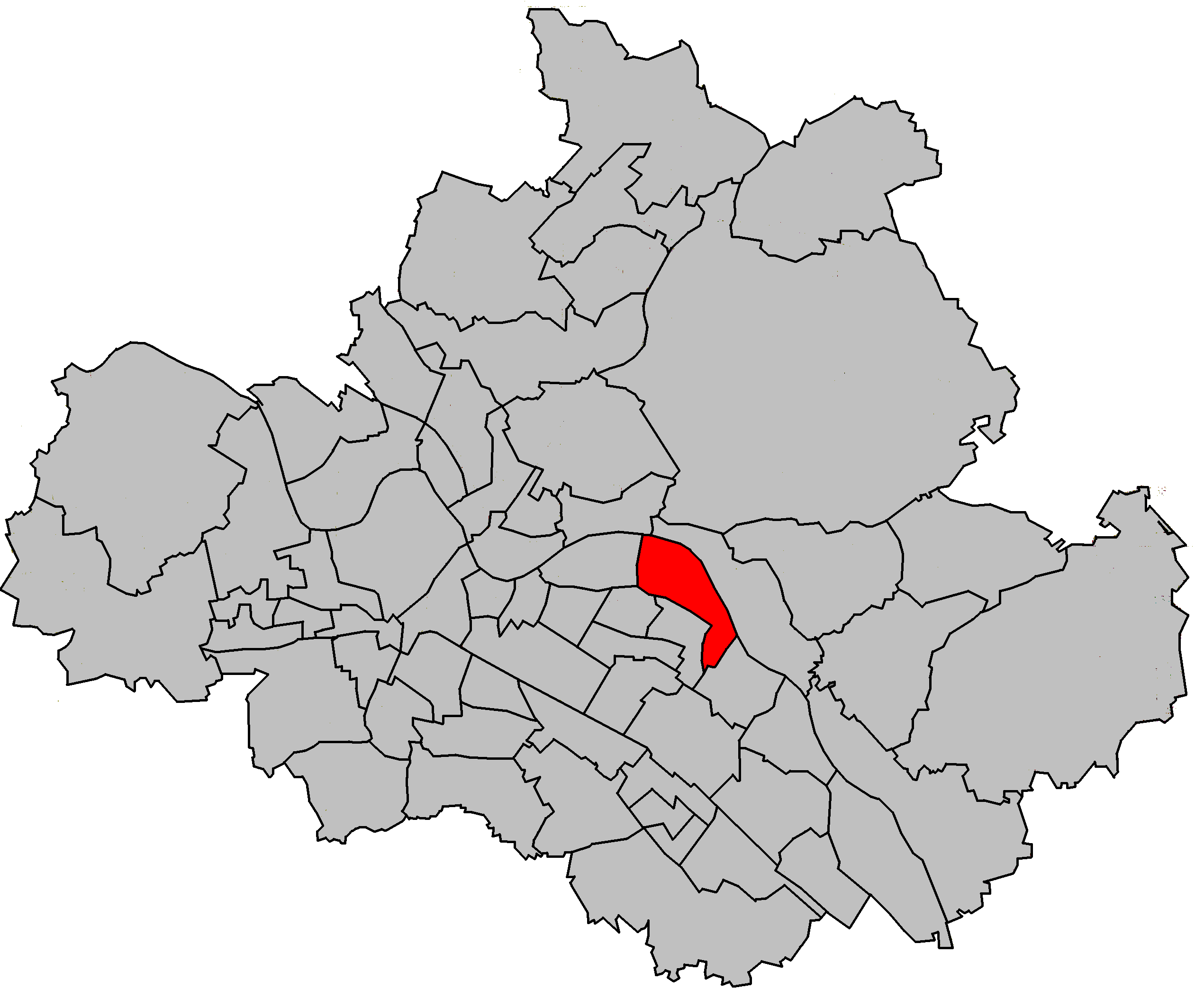
Blasewitz dans la ville de Dresde

## Transports publics

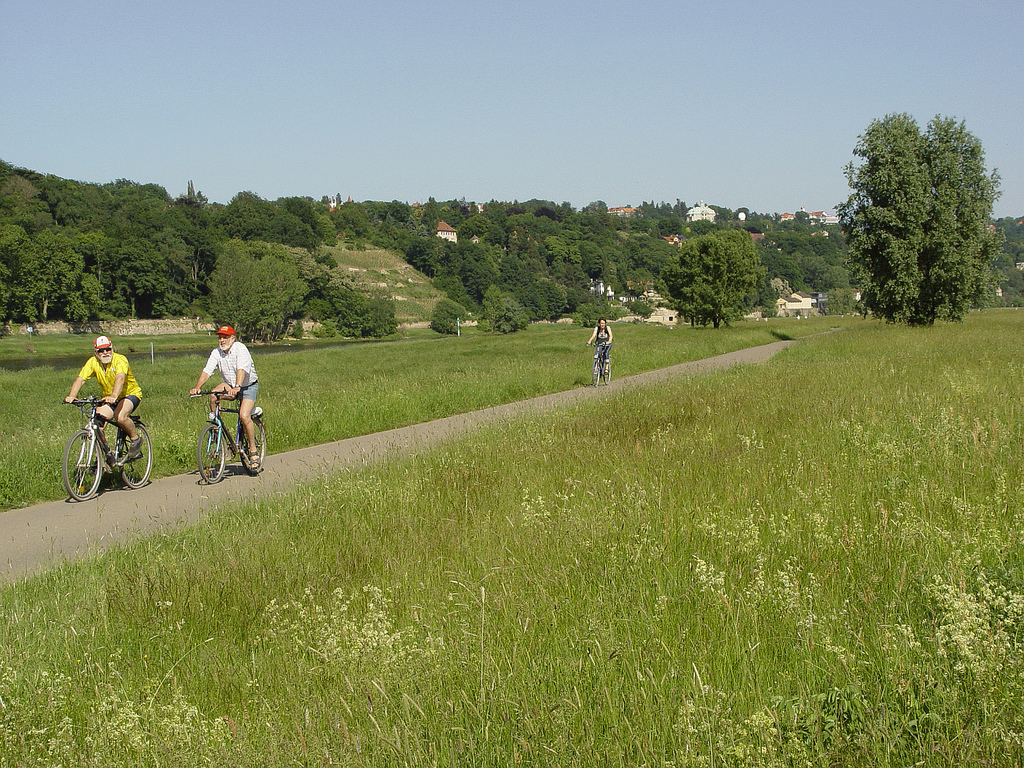
vue de Dresde-Blasewitz vers Dresde-Loschwitz.

Le tramway de Dresde offre les lignes 6 et 12. Ils connectent le quartier avec différentes parties du centre-ville en 15 minutes. Il y a aussi plusieurs lignes de bus. 
Dans le passé un tramway tiré par des chevaux a été créé en 1872, suivi par le tramway électrique à partir de 1893.